# 樽前カントリークラブ
樽前カントリークラブ（たるまえカントリークラブ）は、 北海道苫小牧市錦岡に広がるゴルフ場である。

## 概要
1961年（昭和36年）、苫小牧港の建設や工業団地の計画が動き出した。川崎興産が、樽前高原の用地を買収してゴルフ場、別荘、レクレーション施設などを計画した。樽前高原にあるゴルフ場の建設用地は、標高が低く、樽前山や北海道の他の地域に比べ積雪が少ない。だが、寒気は他の地域より厳しいといわれている。
新たなゴルフ場の建設に向けて、母体会社の「川崎重工業株式会社グループ」により計画が進められ、コースの設計を上田治に依頼し、コースの施工は鹿島建設株式会社に決定された。1962年（昭和37年）3月、「樽前カントリークラブ」のコースの工事が着工された。同年9月23日、コースが完成し、仮開場、翌1963年（昭和38年）7月7日、18ホールが開場された。設計した上田治は、スケールの大きな北海道らしさを出そうとした。コースは、樽前山の麓に広がる敷地のゆったりした27ホールの丘陵コースで、フェアウェイも広く思い切ったプレーが楽しめる。
1980年（昭和55年）5月5日、北コース9ホールが、コース設計・施工を鹿島建設株式会社が行い、開場した。その後、2008年（平成20年）10月、アコーディアグループ傘下の「株式会社アコーディア・ゴルフ」へ経営譲渡され運営されている。
日本の女子プロゴルフメジャー大会の1つ、日本ゴルフ協会主催競技でもあり、日本選手権大会に相当する、日本女子オープンゴルフ選手権競技大会などの大会開催の実績がある。

## 所在地
〒059-1275 北海道苫小牧市錦岡491番地

## コース情報
- 開場日 - 1963年7月7日
- 設計者 - 上田 治
- 面積 - 1,157,000m2（約35万坪）
- コースタイプ - 丘陵コース
- コース - 27ホールズ、パー108、9,710ヤード、コースレート 南・中コース73.8、北・南コース72.8、中・北コース73.4
- グリーン - グリーン、ベント（ペンクロス）
- フェアウエイ - ベント
- プレースタイル - 乗用カート(5人乗り)、乗用カート(2人乗り)自走式、キャディ・セルフ選択可
- 練習場 - 20打席 150ヤード
- 休場日 - 無休、冬期クローズ（12月中旬 - 3月中旬） [3][4]

## クラブ情報
- ハウス面積 - 4,488m2（1,357坪）
- ハウス設計 - 南・中コース 上田 修、北コース 鹿島建設株式会社
- ハウス施工 - 柴田建設株式会社・安達建設株式会社[3][4]

## ギャラリー
- コース - 「樽前カントリークラブ」、コースレイアウト

## 交通アクセス
- 鉄道 - JR室蘭本線 - 苫小牧駅よりタクシー利用 約20分
- 道路 - 道央自動車道 - 苫小牧西ICより 約3分[5]

## メジャー選手権
- 2007年（平成19年） - 第40回 日本女子オープンゴルフ選手権競技大会[6]

## エピソード
- 樽前山は、1990年（明治42年）、噴火により外輪山の中に生まれた高さ105メートルの新火口丘で、滅多にない三重式活火山である[7]。
- 安達建設によると、3月に工事を着工すると、1メートル余の凍土を剥いで地肌を出し、それから重機を入れて。剥いだ凍土の氷板は積み上げてマウンドを作った[7]。
- 初期のクラブハウスは、広い草原に似合う牧舎風のデザインにした。背後に樽前山、見渡せば太平洋の紺青の水平線が望める[7]。

## 関連文献
- 『ゴルフ博物誌』、「男性的な雄大さ＜樽前カントリークラブ＞」、荒垣秀雄著、東京 実業之日本社、1968年、2020年9月4日閲覧
- 『ゴルフ場ガイド 東版』2006-2007、「樽前カントリークラブ（北海道）」、東京 ゴルフダイジェスト社、2006年5月、2020年9月4日閲覧
- 『美しい日本のゴルフコース BEAUTIFUL GOLF CULTURE IN JAPAN 日本のゴルフ110年記念 ゴルフは日本の新しい伝統文化である』、ゴルフダイジェスト社「美しい日本のゴルフコース」編纂委員会編、「樽前カントリークラブ」、東京 ゴルフダイジェスト社、2013年12月、2020年9月4日閲覧